# Gheysheh
Gheysheh (persiska: غیشه, Gheys̄īyeh) är en ort i Iran.   Den ligger i provinsen Khuzestan, i den västra delen av landet, 700 km söder om huvudstaden Teheran. Gheysheh ligger 2 meter över havet och antalet invånare är 214.
Terrängen runt Gheysheh är mycket platt. Runt Gheysheh är det ganska tätbefolkat, med 139 invånare per kvadratkilometer. Närmaste större samhälle är Abadan, 8,7 km öster om Gheysheh. Runt Gheysheh är det i huvudsak tätbebyggt.